# NGC 223
NGC 223 (również IC 44, PGC 2527 lub UGC 450) – galaktyka spiralna (S0-a/P), znajdująca się w gwiazdozbiorze Wieloryba w odległości około 250 mln lat świetlnych. Odkrył ją George Phillips Bond 5 stycznia 1853 roku.